# Togia Sioneholo
Togia Sioneholo est un homme politique niuéen.

## Biographie
Il est membre du Parlement.